# Christinna Pedersen
Pour les articles homonymes, voir Pedersen.
Cet article possède un paronyme, voir Christina Pedersen.
Christinna Pedersen (née le 12 mai 1986 à Ålborg) est une joueuse de badminton danoise.

## Biographie
Christinna Pedersen est une spécialiste du double, et particulièrement du double mixte.
En 2009, associée à son compatriote Joachim Fischer Nielsen, elle remporte la médaille de bronze en double mixte lors des championnats du monde. Aux Jeux olympiques d'été de 2012, elle remporte avec Nielsen la médaille de bronze en double mixte.

## Vie privée
Christinna Pedesen est ouvertement lesbienne. Elle est en couple avec Kamilla Rytter Juhl depuis 2009. Elles étaient également partenaires de double sur les terrains de badminton jusqu'à la fin de leur carrières annoncée en 2019. Christinna et Kamilla ont une fille Molly née en janvier 2019.

## Palmarès

### Compétitions internationales individuelles
| Rang                    | Catégorie    | Partenaire              | Année | Lieu                   |
| ----------------------- | ------------ | ----------------------- | ----- | ---------------------- |
| Jeux olympiques :       |              |                         |       |                        |
| 2                       | Double dames | Kamilla Rytter Juhl     | 2016  | Rio de Janeiro, Brésil |
| 3                       | Double mixte | Joachim Fischer Nielsen | 2012  | Londres, Royaume-Uni   |
| Championnats du monde : |              |                         |       |                        |
| 2                       | Double dames | Kamilla Rytter Juhl     | 2015  | Jakarta, Indonésie     |
| 3                       | Double mixte | Joachim Fischer Nielsen | 2014  | Copenhague, Danemark   |
| 3                       | Double dames | Kamilla Rytter Juhl     | 2013  | Canton, Chine          |
| 3                       | Double mixte | Joachim Fischer Nielsen | 2009  | Hyderâbâd, Inde        |
| Championnats d'Europe : |              |                         |       |                        |
| 1                       | Double dames | Kamilla Rytter Juhl     | 2014  | Kazan, Russie          |
| 1                       | Double mixte | Joachim Fischer Nielsen | 2014  | Kazan, Russie          |
| 1                       | Double dames | Kamilla Rytter Juhl     | 2012  | Karlskrona, Suède      |

### Compétitions internationales par équipe
| Rang                                       | Catégorie       | Année | Lieu                   |
| ------------------------------------------ | --------------- | ----- | ---------------------- |
| Sudirman Cup :                             |                 |       |                        |
| 3                                          | Équipe mixte    | 2013  | Kuala Lumpur, Malaisie |
| 2                                          | Équipe mixte    | 2011  | Qingdao, Chine         |
| Championnats d'Europe par équipes mixtes : |                 |       |                        |
| 1                                          | Équipe mixte    | 2015  | Louvain, Belgique      |
| 2                                          | Équipe mixte    | 2013  | Moscou, Russie         |
| 1                                          | Équipe mixte    | 2011  | Amsterdam, Pays-Bas    |
| Championnats d'Europe par équipes :        |                 |       |                        |
| 1                                          | Équipe féminine | 2014  | Bâle, Suisse           |
| 2                                          | Équipe féminine | 2012  | Amsterdam, Pays-Bas    |

### Tournois internationaux
| Rang | Catégorie    | Partenaire              | Année | Tournois          |
| ---- | ------------ | ----------------------- | ----- | ----------------- |
| 1    | Double mixte | Joachim Fischer Nielsen | 2008  | Open du Danemark  |
| 1    | Double mixte | Joachim Fischer Nielsen | 2009  | Open du Danemark  |
| 1    | Double mixte | Joachim Fischer Nielsen | 2009  | Masters Finals    |
| 1    | Double mixte | Joachim Fischer Nielsen | 2010  | Open de Hong Kong |
| 1    | Double mixte | Joachim Fischer Nielsen | 2011  | Open de France    |
| 1    | Double mixte | Joachim Fischer Nielsen | 2011  | Open du Danemark  |
| 1    | Double dames | Kamilla Rytter Juhl     | 2012  | Open de Malaisie  |
| 1    | Double mixte | Joachim Fischer Nielsen | 2012  | Masters Finals    |
| 1    | Double mixte | Joachim Fischer Nielsen | 2013  | Masters Finals    |
| 1    | Double mixte | Joachim Fischer Nielsen | 2014  | Open d'Inde       |
| 1    | Double mixte | Joachim Fischer Nielsen | 2014  | Open d'Indonésie  |
| 1    | Double mixte | Joachim Fischer Nielsen | 2015  | Open du Japon     |